# Municipio de Talleyrand
El municipio de Talleyrand (en inglés: Talleyrand Township) es un municipio ubicado en el condado de Wilson en el estado estadounidense de Kansas. En el año 2010 tenía una población de 227 habitantes y una densidad poblacional de 2,46 personas por km².

## Geografía
El municipio de Talleyrand se encuentra ubicado en las coordenadas 37°25′19″N 95°48′24″O / 37.42194, -95.80667. Según la Oficina del Censo de los Estados Unidos, el municipio tiene una superficie total de 92.19 km², de la cual 91,72 km² corresponden a tierra firme y (0,5 %) 0,46 km² es agua.

## Demografía
Según el censo de 2010, había 227 personas residiendo en el municipio de Talleyrand. La densidad de población era de 2,46 hab./km². De los 227 habitantes, el municipio de Talleyrand estaba compuesto por el 91,19 % blancos, el 2,64 % eran afroamericanos, el 0,44 % eran amerindios, el 0,44 % eran isleños del Pacífico, el 0,44 % eran de otras razas y el 4,85 % eran de una mezcla de razas. Del total de la población el 5,73 % eran hispanos o latinos de cualquier raza.